# Bodilkerk
De Bodilkerk (Deens: Bodil Kirke) is een kerkgebouw in Bodilsker op het Deense eiland Bornholm. De kerk ligt 3,5 km ten westen van Nexø halverwege de weg naar Aakirkeby.

## Geschiedenis
De kerk werd rond 1200 gebouwd en aan de Angelsaksische heilige Sint-Botulf gewijd. In 1530 werd de naam van de kerk per abuis veranderd in de meisjesnaam Bodil. Een heilige met die naam heeft echter nooit bestaan.
In 1903 dreigde afbraak van de Bodilkerk, zoals dat enkele jaren eerder gebeurde met de kerk van Østermarie. Het zielenaantal van de parochie was flink toegenomen en er was besloten tot nieuwbouw. Een verbouwing leek in verband met liturgische voorschriften niet haalbaar. Het Nationaal Museum oefende echter druk uit om de kerk als nationaal erfgoed te behouden. Het plaatsgebrek werd uiteindelijk in de jaren 1911-1912 opgelost door een groot dwarsschip aan te bouwen. Met de uitbouw werd de galerij gesloopt. De kerktoren werd in 1913 gerenoveerd door de Bornholmse architect Mathias Bidstrup. Toren en voorhal kregen toen een trapgevel.

## Architectuur
De oorspronkelijke bouw bestaat uit het kerkschip, het koor en de apsis. De forse, uit metersdikke muren bestaande toren van vier verdiepingen hoog werd pas na de bouw van de kerk toegevoegd, maar nog in de romaanse periode. Bodemvondsten tonen aan dat de toren oorspronkelijk grotere afmetingen bezat en aangenomen wordt dat de toren voor de bevolking bij aanvallen een schuilplaats moest bieden. De voorhal voor de zuidelijke ingang is laatgotisch. In het oorspronkelijke bouwwerk waren slechts drie ramen, één in de apsis en één aan elke zijde van het kerkschip. Later werden er meer vensters toegevoegd. Beide romaanse portalen zijn geheel bewaard gebleven.
De vrijstaande klokkentoren werd voor het eerst in 1624 gedocumenteerd en diende als toegangspoort. Het grootste deel van het deels uit vakwerk bestaande bouwwerk dateert uit circa 1600.

## Interieur
In de voorhal van de kerk hangen herinneringstafels, waarop de aantallen pestslachtoffers in 1618 (251) en 1654 (186) staan vermeld. Vlak bij de ingang staat tussen de tweelingrondbogen het oude romaanse doopvont, gemaakt van kalksteen uit Gotland. Het doopvont is te vergelijken met dat van de Nieuwe Kerk in Nyker en de kerk van Vestermarie, maar dan van betere kwaliteit. Boven het oude doopvont hangt een voormalig altaarstuk uit 1856. Het schilderij van Jørgen Roed toont Christus op weg naar Emmaüs en werd met de verbouwing in de 20e eeuw uit de apsis gehaald, waar een dichtgemetseld oud romaans venster werd heropend. Het nieuwe granieten doopvont uit 1913 staat links van de koorboog. De twee kandelaren op het hoofdaltaar dateren uit het midden van de 16e eeuw. In de nissen naast het koor bevinden zich marmeren replica's van Bertel Thorvaldsen's Zegenende Christus en Michelangelo's Mozes uit 1930. De renaissance preekstoel van eikenhout uit 1598 bevat vier houtgesneden panelen van de evangelisten met hun symbolen. Bezienswaardig zijn ook een romaanse grafsteen en een runensteen met kruis, die zijn ingemetseld in de toren en het voorportaal.

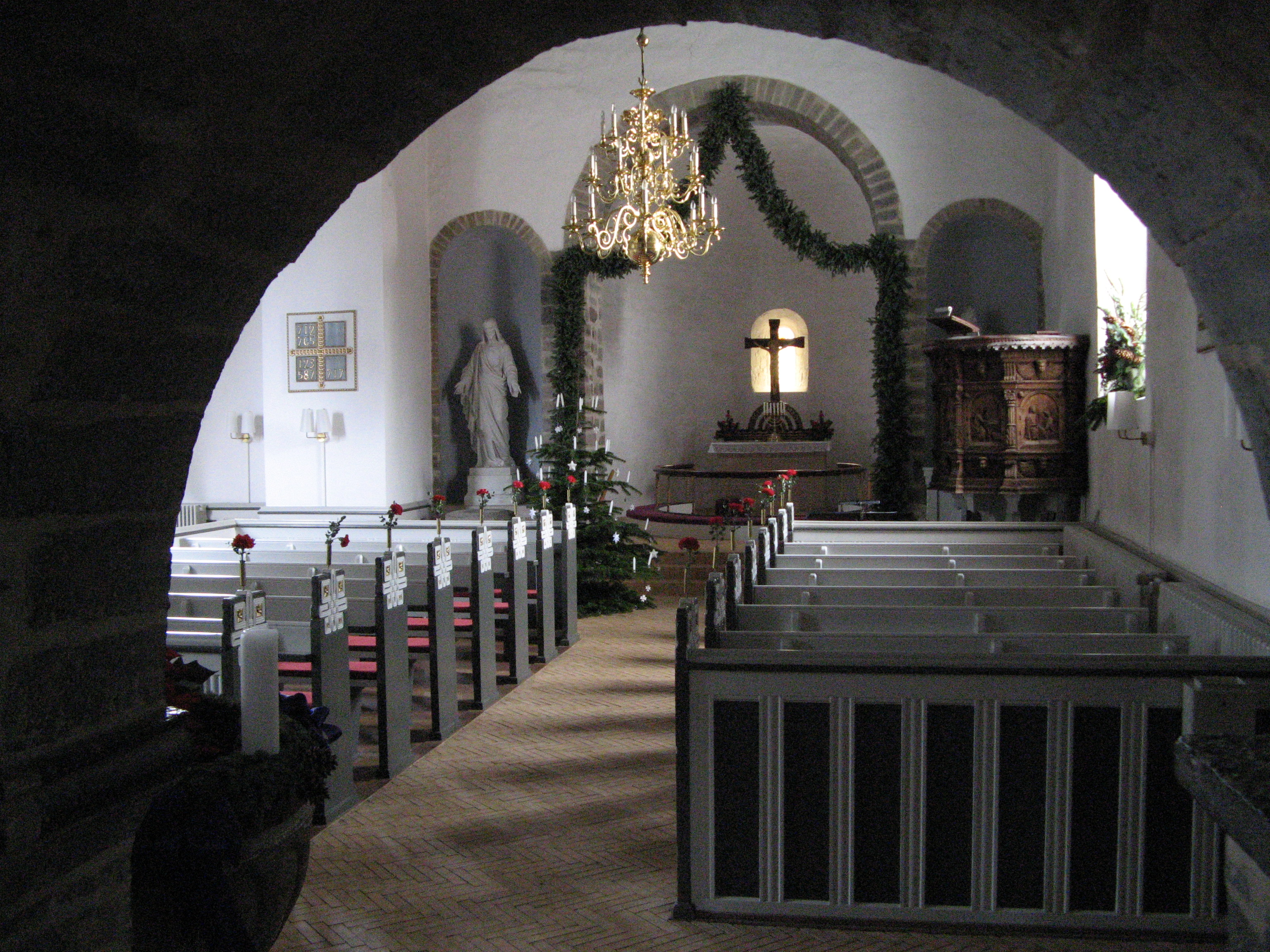
Kerkschip
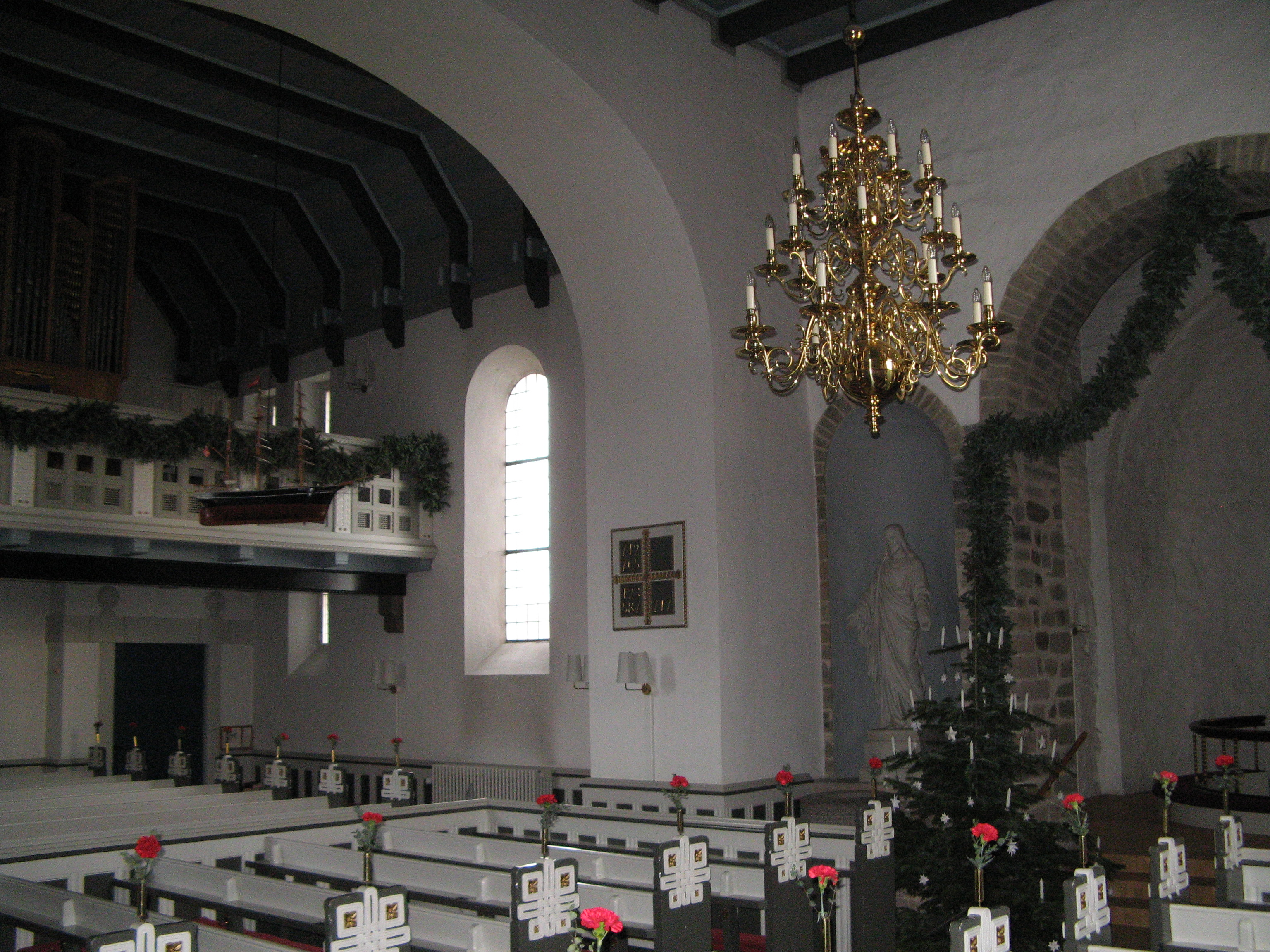
Het aangebouwde transept
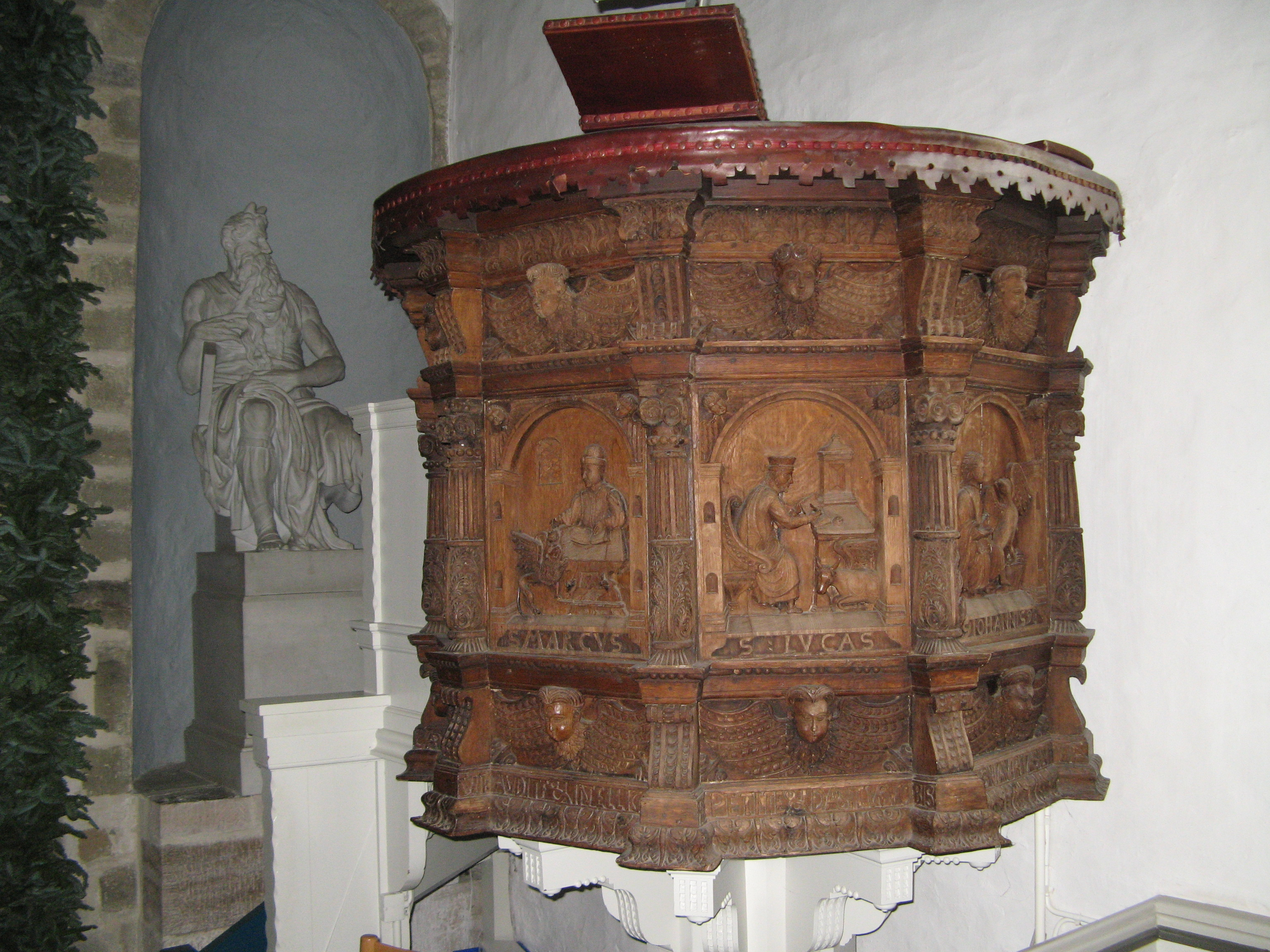
Kansel
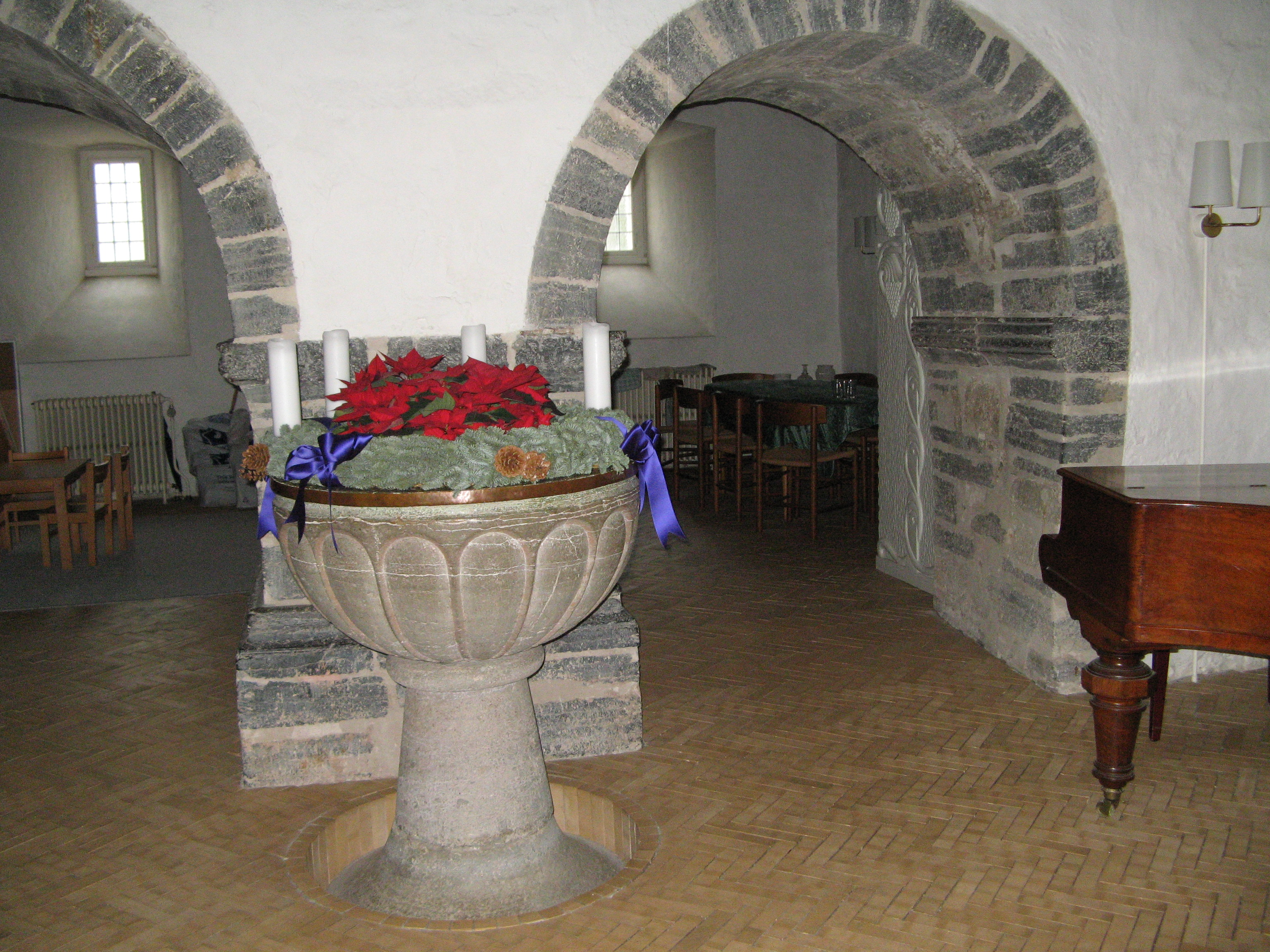
Doopvont
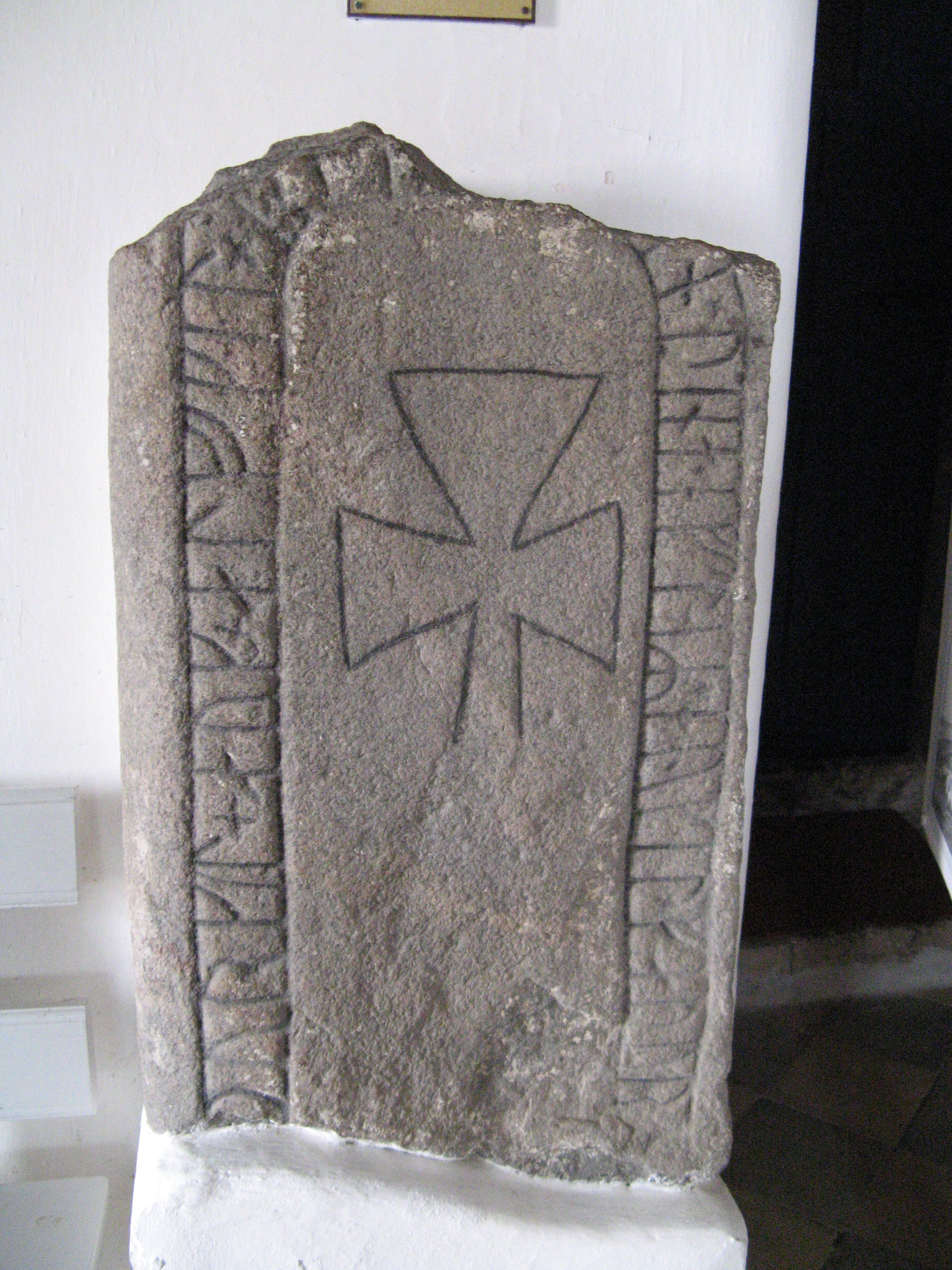
Runensteen in het voorportaal